# Страхов, Николай Николаевич (правовед)
Никола́й Никола́евич Стра́хов (укр. Микола Миколайович Страхов; 4 мая 1925, Харьков — 9 августа 2007, там же) — советский и украинский учёный-правовед, специалист в области истории государства и права. Доктор юридических наук (1973), профессор (1975), член-корреспондент Академии правовых наук Украины (с 1993). Участник Великой Отечественной войны.
Работал в Национальной юридической академии Украины имени Ярослава Мудрого, где занимал должность профессора кафедры истории государства и права Украины и зарубежных стран. Лауреат Государственной премии Украины в области науки и техники (2002).

## Биография
Николай Страхов родился 4 мая 1925 (по другим данным — 1928) года в Харькове. В годы Великой Отечественной войны служил пулемётчиком. Во время войны получил ранения, приведшие к потере обеих ног. В 1948 году начал учёбу в Харьковском юридическом институте (ХЮИ), который окончил в 1952 году. Ещё во время в институте начал заниматься научной деятельностью, участвовал в работе студенческого кружка при кафедре истории государства и права. После окончания института, до 1955 году обучался в аспирантуре.
С 1955 года начал работать на кафедре истории государства и права в ХЮИ. Изначально занимал должность ассистента, затем последовательно был: старшим преподавателем, доцентом и профессором этой кафедры. В 1960-х годах вместе с Инессой Сафроновой и Анатолием Рогожиным опубликовал ряд работ по истории государства и права стран Азии и Африки.
В 1993 году был избран членом-корреспондентом Национальной академии правовых наук Украины, а в 2000 году получил почётное звание «Заслуженного профессора Национальной юридической академии Украины имени Ярослава Мудрого» (бывший ХЮИ).
Николай Николаевич преподавал свой предмет по новой, в то время, методике, которая заключалась в организации самостоятельной работы студентов, а в 1986 и 1988 годах даже опубликовал методические указания по этой теме. Вёл лекции с помощью раздаточного материала, два выпуска которого были опубликованы в 1988—1989 годах, что так же было ново в преподавании истории государства и права.

Но если говорить о моём любимом преподавателе, то это Николай Николаевич Страхов. Во время войны — пулемётчик, потерял обе ноги. Вернулся в Харьков, окончил институт, аспирантуру, впечатлял нас своей памятью. Бывало, поднимется на костылях на кафедру, рассказывает, цитирует, никуда не заглядывая, все время лекции, со звонком прерывает её на полуслове, на запятой, и после перемены продолжает, с того самого слова, на котором остановилсяОригинальный текст (укр.)Але якщо мовити про мого улюбленого викладача, то це Микола Миколайович Страхов. Під час війни — кулиметник, втратив обидві ноги. Повернувся до Харкова, закінчив інститут, аспірантуру, вражав нас своєю пам'яттю. Бувало, підніметься на милицях на кафедру, розповідає, цитує, нікуди не зазираючи, увесь час лекції, із дзвоником пререриває її на півслові, на комі, і після перерви продовжує, з того самого слова, на якому зупинився— председатель Конституционного суда Украины Виктор Скомороха
Николай Николаевич Страхов скончался 9 августа 2007 года в Харькове.

## Научная деятельность

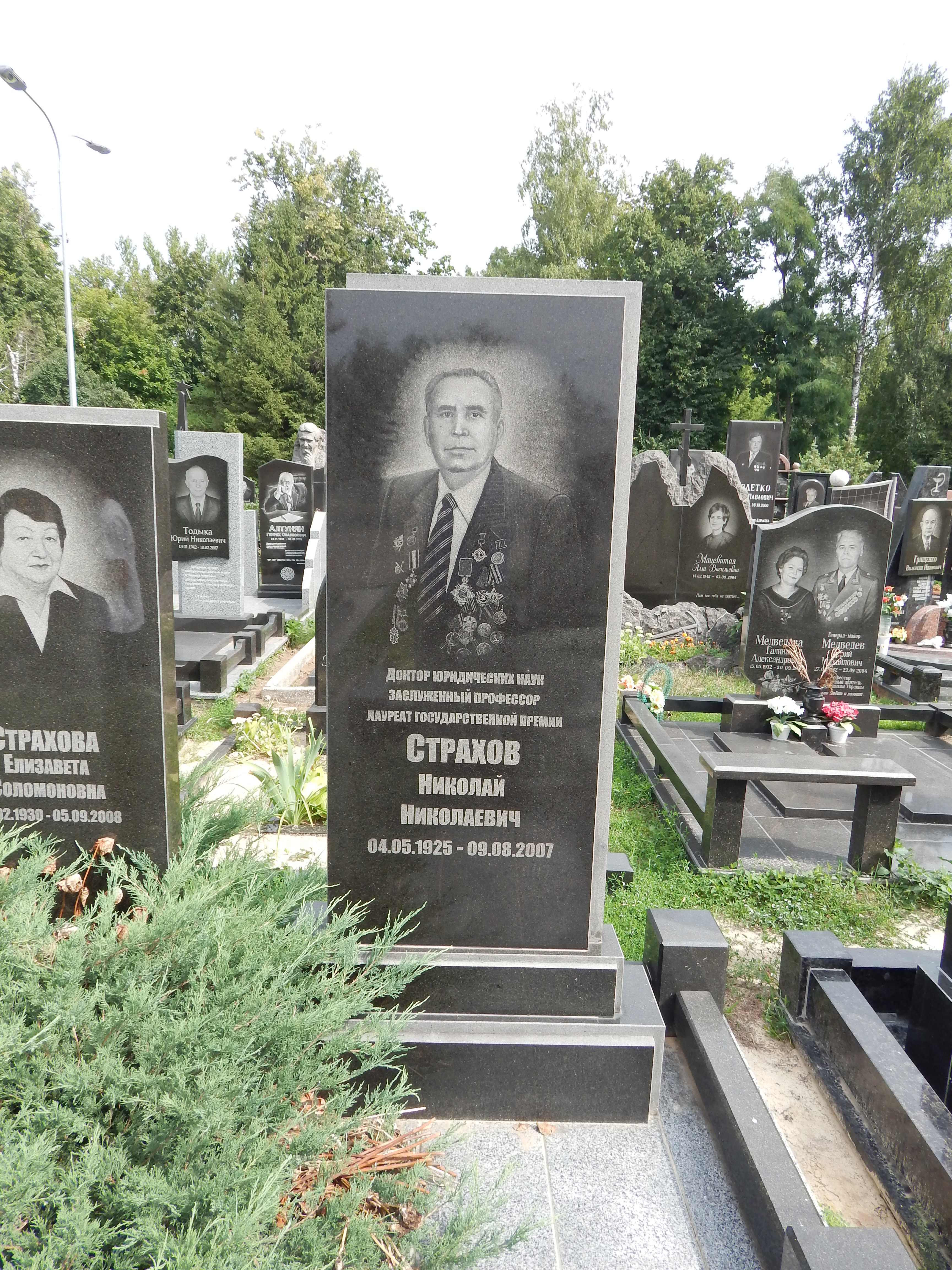
Могила Страхова в Харькове

Николай Николаевич занимался исследованием проблематики истории государства и права Украины и зарубежных стран, также в сферу его научных интересов входила тема исследования проблем методики и методологии исследования и преподавания историко-правовых дисциплин.
В 1956 году в Харьковском юридическом институте им. Л. М. Кагановича под научным руководством доктора юридических наук, профессора С. Л. Фукса Николай Страхов защитил диссертацию на соискание учёной степени кандидата юридических наук на тему «Земельное законодательство УССР в борьбе за укрепление союза рабочего класса и крестьянства при переходе к НЭПу». В 1973 году в Харьковском юридическом институте защитил  диссертацию на соискание учёной степени доктора юридических наук на тему «Основные закономерности возникновения и развития государства в странах древнего Востока» (специальность 12.00.01). Его официальными оппонентами на защите докторской диссертации были доктор исторических наук В. Н. Никифоров и доктора юридических наук А. В. Сурилов и З. М. Черниловский. Учёная степень доктора юридических наук была присуждена Страхову в том же году. В 1975 году Страхову было присвоено учёное звание профессора.
Был автором и соавтором более 230 научных трудов, основными среди которых были: «История государства и права рабовладельческого Китая» (1960), «Государство и право феодальной Англии» (1964), «Рабовладельческое и феодальное государство и право стран Азии и Африки» (1981, один из соавторов и ответственный редактор), «Основные закономерности становления буржуазного государства и права в ведущих странах Европы и Северной Америки» (1991), «История государства и права Древнего мира» (1994), «Актуальные проблемы всемирной истории» (1996), «История государства и права зарубежных стран» (1999, 2001 и 2003) и «История государства и права Украины. Академический курс» (в двух томах, 2000, в соавторстве). Участвовал в написании статей для 6-томной украинской «Юридической энциклопедии» (укр. «Юридична енциклопедія»).
Учебник Страхова по истории государства и права зарубежных стран (1999) в 2008 году был удостоен III премии Всеукраинского конкурса на лучшее юридическое издание. Исследователи Борис Тищик и Андрей Кольбенко отметили недостатком этого учебника то, что некоторые его части были написаны с использованием сравнительного метода правоведения, что могло плохо восприниматься студентами начальных курсов, а также недостаточное раскрытие или нераскрытые тем. связанных с некоторыми странами Восточной Европы, Латинской Америки и Канады. При этом они давали учебнику положительную оценку, называли его одним из лучших в Украине по данной дисциплине и отмечали, что данный труд «был написан квалифицированно, с глубоким, вдумчивым анализом явлений, событий и фактов, доступно, отборным украинским языком».
В 2000 году был издан двухтомный учебник «История государства и права Украины. Академический курс» (укр. «Історія держави і права України. Академічний курс»), написанный авторским коллективном. За этот труд, 16 декабря 2002 года Гончаренко В. Д., Сафронова И. П., Страхов Н. Н., Копыленко А. Л. и Рогожин А. И. — авторы учебника, были удостоены Государственной премии Украины в области науки и техники.
Был научным консультантом двух докторов и научным руководителем семи кандидатов юридических наук. Среди учёных, у которых Н. Н. Страхов был научным руководителем либо консультантом были: В. Д. Котенко (1986), А. В. Криворученко (1998), Л. И. Рябошапко (2003), В. Н. Токарев (1998) и Д. А. Шигаль (2005). Также он был официальным оппонентом во время защиты диссертаций у Н. Ф. Бабанцева (1985), В. О. Качур (2003), К.-С. А.-К. Кокурхаева (1983), К. Б. Марисюка (2001), С. П. Мороза (2001) и И. В. Яковюка (2000).

## Награды и память
Николай Николаевич Страхов был удостоен следующих наград, званий и премий:
- Орден князя Ярослава Мудрого V степени (Указ Президента Украины от 9 декабря 2004 № 1456/2004) — «за высокий вклад в подготовку высококвалифицированных специалистов, многолетнюю плодотворную научную и педагогическую деятельность и по случаю 200-летия НЮАУ им. Ярослава Мудрого»[27];
- Орден «За мужество» III степени;
- Орден Трудового Красного Знамени;
- Орден Отечественной войны I степени (6 ноября 1985)[28];
- Орден Красной Звезды;
- Орден Славы III степени (22 февраля 1944)[29];
- 15 медалей;
- Заслуженный работник образования Украины (7 октября 1995) — «по случаю празднования в Украине „Открытия Года Права“ и за значительные личные заслуги в укреплении законности, усовершенствование юридической практики и высокий профессионализм»[30];
- Лауреат Государственной премии Украины в области науки и техники (16 декабря 2002) — «за учебник „Історія держави і права України. Академічний курс“: У 2-х томах. — К.: Видавничий дім „Ін Юре“, 2000»[15];
- Почётная Грамота Верховного Совета Белорусской ССР (1990);
- Лауреат Всеукраинского ежегодного конкурса на лучшее профессиональное достижение «Юрист года» (1995);
- Лауреат конкурса Союза юристов на лучшее юридическое издание (2000);
- Лауреат премии имени Ярослава Мудрого (2003);
- прочие премии.

В октябре 2013 года в Полтавском юридическом институте Национального юридического университета имени Ярослава Мудрого прошёл ещё один круглый стол, который был посвящён памяти профессоров Анатолия Рогожина и Николая Страхова.
В Национальном юридическим университете сложилась традиция ежегодного возложения цветов на могилы учёных университета — фронтовиков, похороненных на 2-м городском кладбище Харькова: В. Ф. Маслова, Р. С. Павловского, А. И. Рогожина, А. И. Свечкарёва, В. В. Сташиса, Н. Н. Страхова и М. В. Цвика.